# 23981 Patjohnson
23981 Patjohnson là một tiểu hành tinh vành đai chính với chu kỳ quỹ đạo là 1277.5682369 ngày (3.50 năm).
Nó được phát hiện ngày 9 tháng 6 năm 1999.